# Kriget om Rämnan
Kriget om Rämnan är en bokserie i fantasygenren av Raymond E. Feist. Den utspelar sig delvis parallellt med Imperiets dotter.
Serien handlar om magikerlärlingen Pug. Han går i lära hos magikern Kulgan som är magiker åt hertigen över staden Crydee. En dag upptäcker Pug och hans vän Tomas ett konstigt skepp som har gått på grund vid kusten. Det visar sig senare att skeppet kom från världen Kelewan. Det blir krig mellan Kungliga Riket och Tsuranuanni (det största riket på Kelewan). För att ta sig mellan världarna använder de en så kallad rämna (därav namnet på serien).
Serien handlar också om det stora kriget efteråt mellan moredhelerna och Kungliga Riket (Silvertörne, Prinsens list och Slaget om Seathon).

## Böckerna i serien
- Magikerns lärling, 2002 (Magician 1982)
- Mellan två världar, 2003 (Magician 1982)
- Magins mästare, 2003 (Magician 1982)
- Silvertörne, 2004 (Silverthorn 1985)
- Prinsens list, 2005 (A Darkness at Sethanon 1986)
- Slaget om Sethanon, 2005 (A Darkness at Sethanon 1986)